# Ford's Garage
Ford's Garage é uma rede americana de restaurantes casuais fundada em 2012. O primeiro restaurante foi aberto em Fort Myers, Flórida. Em dezembro de 2023, a empresa tinha 25 restaurantes em seis estados, a maioria dos quais operada pela 23 Restaurant Services. A rede tem um contrato de licenciamento com a Ford Motor Company que lhe permite usar o nome Ford e o logotipo da montadora.

## História
Em 2012, os cofundadores Mike McGuigan, Daniel Kearns, presidente do Kearns Restaurant Group, e seu filho, Zachary Kearns, abriram o primeiro restaurante Ford's Garage em Fort Myers, Flórida.
Em maio de 2013, a empresa solicitou a marca registrada de seu nome como Ford's Garage Venture LLC. O U.S. Patent and Trademark Office negou o pedido, pois o nome era muito semelhante à marca registrada da Ford Motor Company. Um ano depois, em 2014, a cadeia de restaurantes assinou um acordo com a Ford Motor Company, permitindo o uso do logotipo “Blue Oval”, marca registrada da Ford, e outras insígnias em seus restaurantes.
Em 2017, a Ford's Garage abriu seu primeiro restaurante fora da Flórida, em Dearborn, Michigan, local de nascimento do fundador da empresa automobilística, Henry Ford. O restaurante em Dearborn está localizado dentro da propriedade da Ford Motor Company e fica a menos de três quilômetros da sede internacional da empresa.

## Restaurantes irmãos
Os restaurantes irmãos do Ford's Garage incluem o Yeoman's Topgolf Swing Suite, Tiki Docks, Don The Beachcomber, The Firestone, Capone's Coal Fired Pizza, Cabos Cantina, The Lodge, The Boathouse Tiki Bar & Grill, The downtown social house, Izzy's Fish & Oyster, todos localizados na Flórida.